# Gianni Rinaldini
Gianni Rinaldini (Reggio Emilia, 14 marzo 1951) è un sindacalista italiano, segretario generale della FIOM-CGIL dal 2002 al 2010.

## Biografia
Perito meccanico, ha fatto le prime esperienze come delegato Sindacale in un'azienda chimica della provincia di Reggio Emilia. Eletto a capo della federazione dei Chimici, la Filcea nella zona di Sassuolo-Scandiano,successivamente fa parte della segreteria della Camera del lavoro di Reggio Emilia, di cui diviene segretario generale nel 1989. Il congresso della CGIL del 1996 elegge Rinaldini segretario generale della CGIL Emilia-Romagna.
Diviene segretario generale della FIOM nel maggio 2002, in seguito al XXIII congresso dell'organizzazione e confermato nella medesima carica il 10 giugno 2006 dal Comitato centrale eletto dal XXIV Congresso, tenutosi a Livorno.
Nel novembre 2009 ha presentato insieme ad altri leader sindacali un documento dal titolo La CGIL che vogliamo, posto in discussione al congresso della CGIL, maggiore sindacato nazionale, nella primavera del 2010. 
Al termine del XXIV congresso cessa di essere il segretario generale della FIOM, venendo a termine il suo mandato, non più rinnovabile dopo otto anni. Al suo posto il Comitato Centrale del 20 luglio 2010 ha eletto Maurizio Landini come nuovo segretario generale.
Gianni Rinaldini è, dal 2010, il coordinazione nazionale dell'area programmatica La CGIL che vogliamo. In qualità di Segretario generale e di Leader sindacale è intervenuto spesso sui maggiori quotidiani nazionali.

## Curiosità
È fratello di Tiziano Rinaldini, sindacalista, militante politico e intellettuale noto negli ambienti della sinistra italiana.